# Goseck
Goseck è un comune tedesco di 1 016 abitanti situato nel land della Sassonia-Anhalt, conosciuta per aver dato il nome all'omonimo cerchio.